# Il signor di Pourceaugnac (Molière)
Il signor di Pourceaugnac (Monsieur de Pourceaugnac), è una comédie-ballet in 3 atti scritta dal drammaturgo francese Molière con le musiche di Jean-Baptiste Lully. Fu rappresentata per la prima volta dalla compagnia teatrale di Molière al castello di Chambord alla corte del re Luigi XIV il 6 ottobre 1669. L'opera, come anche Il borghese gentiluomo, aveva come bersaglio della satira la ricca borghesia che, grazie ai beni materiali accumulati, poteva permettersi uno stile di vita che fino ad allora era stato riservato alla nobiltà. Tuttavia, secondo i nobili dell'epoca, il comportamento dei borghesi era profondamente diverso da quello della nobiltà e per questo venivano disprezzati.

## Storia
L'opera fu pubblicata nel 1670 a Parigi dall'editore Jean Ribou. La partitura musicale che accompagna il dramma è contenuta in due documenti risalenti al primo decennio del Settecento. Uno di questi, probabilmente opera della bottega del copista e bibliotecario di Luigi XIV André Danican Philidor, presenta un'alternanza di partiture e brani della commedia, mentre l'altro, probabilmente realizzato dal copista Henri Foucault nel 1706, contiene solo la musica.
Si ritiene che l'opera sia ispirata a diverse opere antecedenti, come l'Histoire générale des Larrons di François de Calvi del 1631 o La désolation des filous sur la défense des armes ou Les malades qui se portent bien di Jean Simonin detto Chevalier del 1662.
Nel 1705 Jean-Léonor Le Gallois de Grimarest, primo biografo di Molière, scrisse sulle origini del personaggio di Pourceaugnac: "Si dice che Pourceaugnac sia stato ideato a immagine di un gentiluomo del Limosino, che un giorno a uno spettacolo, e in una lite che ebbe a teatro con gli attori, manifestò parte del ridicolo di cui era accusato. Ciò non gli fu di molto vantaggio: Molière per vendicarsi di questo contadino, lo rappresentò a teatro e ne fece un intrattenimento per il gusto del popolo, che si rallegrò molto in questa commedia, che fu rappresentata a Chambord nel settembre dell'anno 1669, e a Parigi un mese dopo".
L'opera ebbe un grande successo e fu rappresentata 49 volte durante la vita del suo autore; oltre alla prima rappresentazione al castello di Chambord, fu eseguita una volta, il 4 novembre 1669, alla reggia di Versailles, e poi 47 volte al teatro del Palais-Royal di Parigi tra il 15 novembre 1669 e l'11 settembre 1672.
Dopo la morte di Molière, l'opera fu rappresentata al teatro dell'Hôtel de Guénégaud a Parigi nel 1680, a Saint-Germain-en-Laye nel 1681, al teatro in rue des Fossés-Saint-Germain di Parigi tra il 1701 e il 1750, al castello di Bellevue nel 1751, alla Monnaie di Bruxelles tra il 1753 e il 1785 e nel 1791, al Théâtre du Capitole di Tolosa tra il 1786 e il 1789 e al teatro nazionale di Caen.

## Trama
Due giovani amanti, Erasto e Giulia, vivono a Parigi. Si incontrano in segreto per paura che Oronte, il padre di Giulia, scopra la loro relazione. Oronte ha dato sua figlia in sposa a un certo Leonardo di Pourceaugnac, borghese di Limoges. Per evitare che il matrimonio abbia luogo, i due innamorati si rivolgono a una organizzatrice di incontri, Nerina, e a un furbo napoletano, Sbrigani. Non appena il signore di Pourceaugnac arriverà a Parigi, la popolazione cercherà di metterlo in ridicolo e di fargli odiare la vita di città.
Arriva Erasto, che dice di riconoscere il signore di Pourceaugnac, il quale, sebbene i due non si siano mai visti, accetta l'ospitalità che gli viene offerta. Dopo aver ottenuto la sua fiducia, Sbrigani ed Erasto, fingendo di essergli amici, tentano in più modi di sbarazzarsi di lui. Fanno credere a due medici che il signore di Pourceaugnac è pazzo, ma più questo protesta, più viene minacciato di dover subire salassi e clisteri. Dopo essere scampato a malapena a un salasso, il signore di Pourceaugnac viene accusato da un sedicente mercante fiammingo di avere enormi debiti nei suoi confronti. Poco dopo, Sbrigani viene a cercarlo per convincerlo a non sposare Giulia, descrivendola come una pettegola. Sempre Sbrigani, poi, torna improvvisamente sul palco e afferma di essere follemente innamorato della giovane infelice. Il signore di Pourceaugnac, convinto della civetteria della sua sposa, rifiuta di sposarla. Mentre sta per lasciare la scena, due donne lo attaccano e affermano che è il loro marito e il padre dei loro molti figli. Il signore di Pourceaugnac, accusato di poligamia, ha quindi solo un'ultima possibilità: la fuga. Indossa un abito da donna e così riesce a sfuggire alla giustizia. Sbrigani poi racconta a Oronte che il signore di Pourceaugnac ha rapito sua figlia e così Erasto, fingendo di trarla in salvo, riesce ad ottenere il permesso di Oronte a sposare Giulia.

## Accoglienza
Il giorno dopo la prima, il 7 ottobre 1669, La Gazette, rivista non ufficiale del regno di Francia fondata da Théophraste Renaudot, scrisse: "Le Loro Maestà continuano a condurre la caccia qui; e, ieri, hanno assistito a una nuova commedia della compagnia teatrale del re, intervallata da parti di balletto e musica; tutto così ben coordinato che non c'è nulla di più piacevole. L'apertura è stata fatta con un delizioso concerto, seguito da un susseguirsi di cori, strumenti musicali e balli. E, nel quarto intermezzo, apparve un gran numero di maschere che, con i loro canti e le loro danze, piacquero molto agli spettatori. Anche la decorazione del palcoscenico era così superba che in questo spettacolo la magnificenza non brillava meno della galanteria, sicché non era meno degna di questa bella corte rispetto a tutti coloro che l'hanno preceduta".
Nella sua lettera del 12 ottobre 1669, lo scrittore Charles Robinet scrisse: "Ora, dal sesto mese in corso, la corte ebbe una nuova festa, altrettanto galante e bella, e anche altrettanto magnifica, di commedia e musica, con intermezzi di balletti, di tipo allegro e sottile, tutte provenienti non da un copista, ma proprio dal signor Baptiste, e dal signor Molière, responsabili, nonostante tutti gli altri pretendenti, degli spettacoli del nostro Re; attrici e attori hanno deliziato i loro grandi spettatori, e questa meravigliosa compagnia non ha mai avuto tanto vento sulle sue vele". Dopo le prime quattro rappresentazioni in pubblico, nella sua lettera del 23 novembre 1669, aggiunge alcuni dettagli sull'origine del dramma: "Lui [Molière] recita tanto bene che è possibile immaginarsi questo nobile di nuova ideazione, il cui originale, secondo quanto si racconta, vive a Parigi, ed è tanto arrabbiato quanto sorpreso nel vedersi raffigurato in questo modo. Giura, si arrabbia e si infervora, e vuole contattare l'autore per fargli modificare la commedia, in riparazione dell'onore suo e della sua famiglia, che a Pourceaugnac è molto numerosa... Comunque, cittadini di Lutezia, guardate tutti la commedia: riconoscerete in buona fede che è un vero piacere per un re".
Nel 1758, lo scrittore, filosofo ed enciclopedista francese Denis Diderot, nel Discorso sulla poesia drammatica scrisse: "Se crediamo che ci siano molti più uomini capaci di fare il Pourceaugnac che Il misantropo, ci sbagliamo".
Nel libro Recréations littéraires pubblicato nel 1766, François-Louis Cizeron-Rival scrive "si dice che Lully, avendo avuto la sfortuna di dispiacere al re, volesse tentare di entrare nelle sue grazie con una burla. A tal fine interpretò il ruolo di Pourceaugnac davanti a sua maestà e ci riuscì meravigliosamente, soprattutto alla fine della commedia, quando i farmacisti, armati delle loro siringhe, inseguono Monsieur de Pourceaugnac".
In Italia, l'opera fu riadattata da Alberto Franchetti e fu rappresentata al teatro alla Scala di Milano per la prima volta il 10 aprile 1897.